# Robert Brough

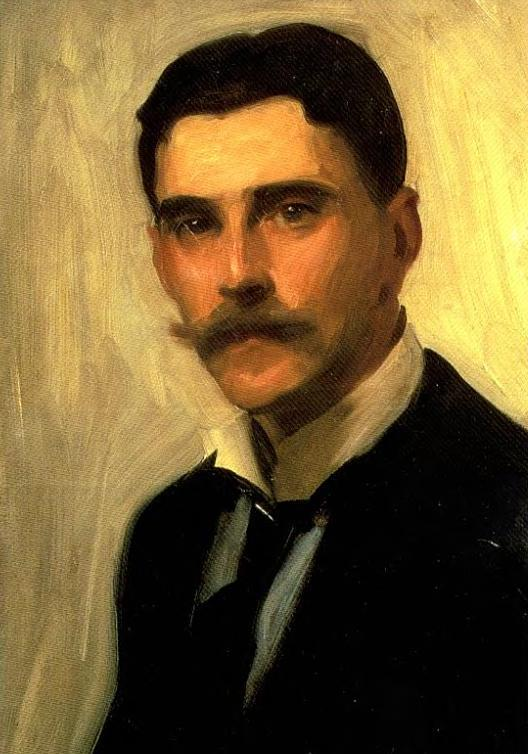
Retrato de Brough (c. 1900), por John Singer Sargent (detalle).

Robert Brough (1872-21 de enero de 1905) fue un pintor escocés nacido en Invergordon, Ross and Cromarty.

## Inicios
Se educó en Aberdeen, y mientras trabajaba como aprendiz de litógrafo con Messrs Gibb & Co., asistía a las clases nocturnas del Gray's School of Art. Tras seis años, entró en la Real Academia Escocesa logrando el premio Stuart de pintura el primer año, la beca Chalmers y la medalla Maclame-Walters en composición.

## Carrera

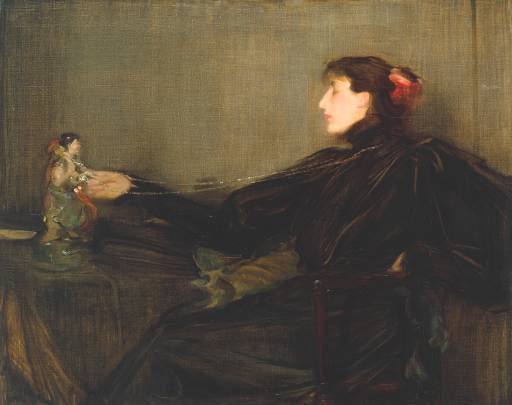
Fantaisie en Folie, 1897, Tate Gallery.

Tras dos años en París bajo la tutela de J. P. Laurens y Benjamin-Constant en la Académie Julian, se instaló en Aberdeen en 1894 como pintor de retratos y dibujante satírico. Un retrato de Mr. W. D. Ross llamó la atención sobre su talento en 1896 y en los años posteriores logró un gran éxito en la Royal Academy con su obra Fantaisie en Folie, que se expuso en la Tate Gallery. Dos de sus obras, Twixt Sun y Moon and Childhood of St. Anne of Brittany se expusieron en la galería municipal de Venecia. Artistas como Henry Raeburn y la tradición francesa fueron las principales influencias del estilo de Braugh, que aun así conservaba una nota personal.
Brough murió por las lesiones recibidas en un accidente ferroviario en la estación de Cudworth, Yorkshire, en 1905.